# Sigfrido Paz Paredes
Sigfrido Paz Paredes (Ciudad de México, 12 de abril de 1938-Cancún, Quintana Roo, 31 de agosto de 2012) fue un ingeniero mexicano, uno de los principales impulsores del desarrollo del centro turístico de Cancún.
Originario de la Ciudad de México, fue ingeniero de operaciones en un Centro Internacional de la Organización de las Naciones Unidas, especializándose en planeación y construcción aeroportuaria e ingresando a desempeñarse en dicha actividad en la Secretaría de Comunicaciones y Transportes, posteriormente se graduó en Administración de Empresas en la Universidad de Harvard y en 1969 fue designado Gerente Ejecutivo del proyecto integral de construcción y desarrollo del nuevo polo turístico de Cancún, denominado Proyecto Cancún, cargo que desempeñó hasta 1976. Durante este cargo una de sus primeras acciones fue diseñar el aeropuerto provisional de Cancún incluyendo su primera torre de control construida con madera y que actualmente se conserva como monumento en la glorieta formada por el Blvd. Luis Donaldo Colosio y la Av. Bonampak. 
También fue de su iniciativa el dragado y ensanchamiento de los canales que unían la Laguna Nichupté con el mar Caribe con el fin de evitar que las aguas permanecieran estancadas, este canal fue nombrado en su honor con el Canal Sigfrido. Posteriormente fue designado director general de Aeroméxico por el presidente Miguel de la Madrid a partir de 1982, cargo al que renunció el 3 de septiembre de 1985.
Con posteridad se radicó en la ciudad de Cancún, donde desempeñó entre otros los cargos de asesor del Consejo Coordinador Empresarial y consejero de la Asociación de Hoteles de Cancún. Falleció el 31 de agosto de 2012 en Cancún.